# Kim Sang-jin
Kim Sang-jin (* 9. August 1967 in Seoul, Südkorea) ist ein südkoreanischer Regisseur, Autor und Produzent.
Mit der absurden Komödie Attack the Gas Station!, in der eine Bande von Halbstarken eine Tankstelle besetzt und die halbe Stadt verprügelt, schaffte er 1999 seinen Durchbruch. Es war der zweiterfolgreichste Film des Jahres und einer der spektakulärsten Filme von der sogenannten Koreanischen Welle.
Kim Sang-jin gilt in Korea als Erfinder der koreanischen Gangsterkomödie und glaubt daran, dass Komödien die Macht haben, eine soziale Botschaft zu vermitteln.
Laut jumpcut.de war auch Kick The Moon „eine Studie in fröhlichem Exzess“ und mit über 4,3 Millionen Zuschauern sein bisher größter Hit. Jail Breakers erhielt schlechte Kritiken, zog aber noch über 3 Millionen Zuschauer an.

## Filmografie
- 1995: Millions In My Account
- 1996: Gangster Lessons
- 1998: Two Cops 3
- 1999: Attack the Gas Station!
- 2000: Kick The Moon
- 2004: Jail Breakers
- 2004: Ghost House (Gwishini sanda)
- 2007: Kidnapping Granny K
- 2010: Attack the Gas Station! 2
- 2010: Dante’s Inferno: An Animated Epic